# Roňava
Roňava (węg. Ronyva) – rzeka we wschodniej Słowacji i w północno-wschodnich Węgrzech, prawy dopływ Bodrogu w zlewisku Morza Czarnego. Długość – 50 km (27 km na Słowacji, 13,5 km odcinek graniczny, 9,5 km na Węgrzech).
Źródła Roňavy znajdują się na wysokości 560 m n.p.m. w masywie Bogoty w Górach Tokajsko-Slańskich. Rzeka płynie na południowy wschód. Od wysokości wsi Michaľany stanowi granicę słowacko-węgierską. Na tym odcinku tworzy szeroką Bramę Roniawską, oddzielającą Wzgórza Zemplińskie na wschodzie od głównego masywu Gór Tokajskich na zachodzie. Oddziela słowackie Slovenské Nové Mesto od węgierskiego Sátoraljaújhely i skręca na południowy zachód. Uchodzi do Bodrogu koło miasta Sárospatak.